# Abgeordnetenkammer (Uruguay)
- FA: 42
- PI: 1
- PERI: 1
- PC: 13
- PN: 30
- PG: 1
- CA: 11

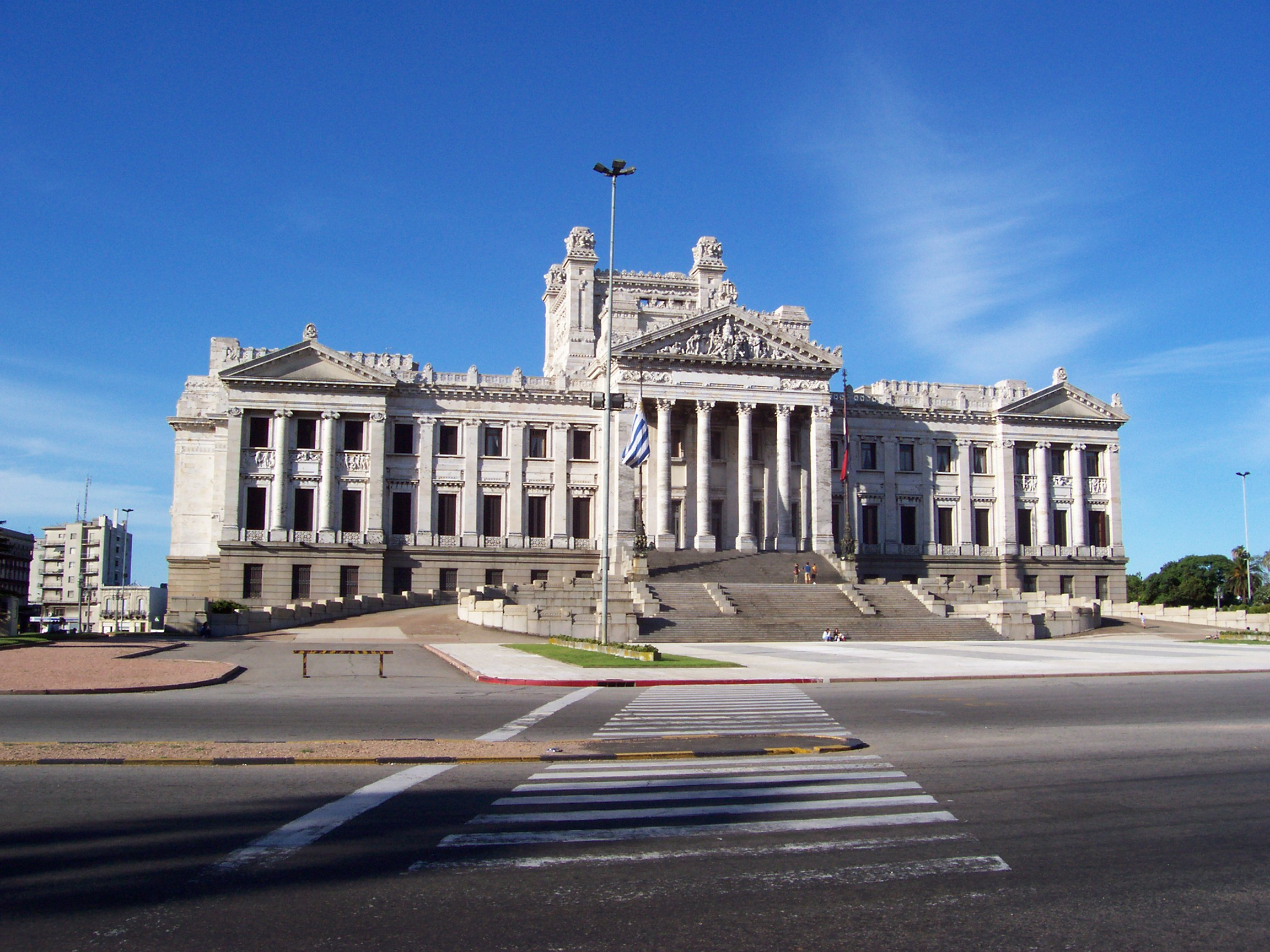
Palacio Legislativo

Die Abgeordnetenkammer von Uruguay (Cámara de Representantes) ist das Unterhaus im Zweikammersystem von Uruguay, die Cámara de Senadores ist das Oberhaus. Beide zusammen heißen Asamblea General.
In die Abgeordnetenkammer werden 99 Abgeordnete für jeweils fünf Jahre nach dem Verhältniswahlrecht gewählt. Es befindet sich in der Hauptstadt Montevideo im Palacio Legislativo.

## Wahlen
Die letzten Wahlen fanden am 27. Oktober 2019 (Sonntag) statt, bei der die regierende Frente Amplio ihre absolute Mehrheit verlor.
- siehe Wahlen in Uruguay 2019

## Liste der Präsidenten der Abgeordnetenkammer
Der Vorsitz der Abgeordnetenkammer folgt einem rotierenden System. Jedes Jahr wird einer der gewählten Volksvertreter von den Angehörigen der Abgeordnetenkammer in das Amt des Kammerpräsidenten gewählt.
| Liste der Präsidenten der Cámara de Representantes                                |           |                  |                                     |
| Name                                                                              | Zeitraum  | Partei           | Sektor                              |
| Francisco A. Vidal                                                                | 1830–1835 |                  |                                     |
| Antonino Domingo Costa                                                            | 1836      |                  |                                     |
| Manuel Errazquin                                                                  | 1837–1838 |                  |                                     |
| Manuel Basilio Bustamante                                                         | 1839      |                  |                                     |
| Vakant                                                                            | 1840      |                  |                                     |
| Julián Álvarez                                                                    | 1841–1843 |                  |                                     |
| Pedro Vidal                                                                       | 1843      |                  |                                     |
| Juan Zufriateguy                                                                  | 1844      |                  |                                     |
| Eusebio Cabral                                                                    | 1845      |                  |                                     |
| Guerra Grande                                                                     | 1846–1851 |                  |                                     |
| José M. Martínez                                                                  | 1852      |                  |                                     |
| Atanasio Cruz Aguirre                                                             | 1853      |                  |                                     |
| Salvador Tort                                                                     | 1854      |                  |                                     |
| José Encarnación de Zas                                                           | 1854      |                  |                                     |
| Mateo Magariños                                                                   | 1855      |                  |                                     |
| José G. Palomeque                                                                 | 1856–1857 |                  |                                     |
| Julio C. Pereira                                                                  | 1858–1860 |                  |                                     |
| Marcos Vaeza                                                                      | 1861      |                  |                                     |
| Pedro Fuentes                                                                     | 1862–1863 |                  |                                     |
| Vakant                                                                            | 1864–1867 |                  |                                     |
| Antonio Rodríguez Caballero                                                       | 1868      |                  |                                     |
| Eusebio Cabral                                                                    | 1868      |                  |                                     |
| Francisco Javier Laviña                                                           | 1869      |                  |                                     |
| Juan Francisco Rodríguez                                                          | 1870–1872 |                  |                                     |
| Alejandro Chucarro junior                                                         | 1873      |                  |                                     |
| Ambrosio Velazco                                                                  | 1874–1875 |                  |                                     |
| Pedro Carve                                                                       | 1876      |                  |                                     |
| Vakant                                                                            | 1877–1878 |                  |                                     |
| José Cándido Bustamante                                                           | 1879      |                  |                                     |
| Juan Peñalva                                                                      | 1880      |                  |                                     |
| José L. Terra                                                                     | 1880      |                  |                                     |
| Fernando Torres                                                                   | 1881      |                  |                                     |
| Conrado Rucker                                                                    | 1882      |                  |                                     |
| José Cándido Bustamante                                                           | 1883      |                  |                                     |
| Francisco Javier Laviña                                                           | 1884      |                  |                                     |
| Alberto Flangini                                                                  | 1885      |                  |                                     |
| Vicente Garzón                                                                    | 1886      |                  |                                     |
| Eduardo Mac Eachen                                                                | 1887      |                  |                                     |
| Juan Magariños Cervantes                                                          | 1888–1889 |                  |                                     |
| Juan A. Capurro                                                                   | 1890      |                  |                                     |
| Eduardo Chucarro                                                                  | 1891      |                  |                                     |
| Miguel Herrera y Obes                                                             | 1891–1894 |                  |                                     |
| Felipe Lacueva                                                                    | 1895      |                  |                                     |
| Duncan Stewart                                                                    | 1896      |                  |                                     |
| Alcides Montero                                                                   | 1897–1898 |                  |                                     |
| José Saavedra                                                                     | 1899–1901 |                  |                                     |
| Benito Cuñarro                                                                    | 1902      |                  |                                     |
| Antonio María Rodríguez                                                           | 1903–1911 |                  |                                     |
| Eugenio Lagarmilla                                                                | 1912–1913 |                  |                                     |
| Ricardo Areco                                                                     | 1914      |                  |                                     |
| Ramón Saldaña                                                                     | 1915–1916 |                  |                                     |
| Domingo Arena                                                                     | 1917–1918 |                  |                                     |
| César Miranda                                                                     | 1919      |                  |                                     |
| Carlos María Sorín                                                                | 1920      |                  |                                     |
| José Arias                                                                        | 1921      |                  |                                     |
| Héctor Rivadavia Gómez                                                            | 1922      |                  |                                     |
| Aureliano Rodríguez Larreta                                                       | 1923      |                  |                                     |
| Gabriel Terra                                                                     | 1924      |                  |                                     |
| César Gutiérrez                                                                   | 1925      |                  |                                     |
| Arturo Lussich                                                                    | 1926      |                  |                                     |
| Ítalo Perotti                                                                     | 1927      |                  |                                     |
| Alfredo García Morales                                                            | 1928      |                  |                                     |
| Guillermo García                                                                  | 1929–1931 |                  |                                     |
| José Otamendi                                                                     | 1932–1933 |                  |                                     |
| Julio C. Estol                                                                    | 1934–1936 |                  |                                     |
| Julio C. Canessa                                                                  | 1936–1937 |                  |                                     |
| Cyro Giambruno                                                                    | 1938–1940 |                  |                                     |
| Euclides Sosa Aguiar                                                              | 1941      |                  |                                     |
| Staatsstreich vom 21. Februar 1942 von Alfredo Baldomir, kein Parlament vorhanden | 1942      |                  |                                     |
| Luis Batlle Berres                                                                | 1943–1945 |                  |                                     |
| Juan F. Guichón                                                                   | 1946      |                  |                                     |
| Antonio Rubio                                                                     | 1947      |                  |                                     |
| José Lissidini                                                                    | 1948–1950 |                  |                                     |
| Arturo Lezama                                                                     | 1951      |                  |                                     |
| José Lissidini                                                                    | 1952      |                  |                                     |
| Arturo Lezama                                                                     | 1953      |                  |                                     |
| Carlos B. Moreno                                                                  | 1954      |                  |                                     |
| Fermín Sorhueta                                                                   | 1955–1956 |                  |                                     |
| Delfos Roche                                                                      | 1957      |                  |                                     |
| Juan Rodríguez Correa                                                             | 1958      | Partido Colorado |                                     |
| Francisco Rodríguez Camusso                                                       | 1959      | Partido Nacional | Unión Blanca Democrática            |
| Alejandro Zorrilla de San Martín                                                  | 1960      | Partido Nacional |                                     |
| Ulises Pivel Devoto                                                               | 1961      | Partido Nacional |                                     |
| Ciro Ciompi                                                                       | 1962      | Partido Nacional |                                     |
| Mauro Saravia                                                                     | 1963      | Partido Nacional |                                     |
| Luis Hierro Gambardella                                                           | 1964      | Partido Colorado | Lista 15                            |
| Luis A. Viera                                                                     | 1965      | Partido Nacional | Movimiento Nacional de Rocha        |
| Mario Heber                                                                       | 1966      | Partido Nacional | Herrerismo                          |
| Nelson Costanzo                                                                   | 1967      | Partido Colorado | Lista 15                            |
| Luis Riñón Perret                                                                 | 1968      | Partido Colorado | Lista 15                            |
| Hugo Batalla                                                                      | 1969      | Partido Colorado | Por el Gobierno del Pueblo          |
| Fernando Elichirigoity                                                            | 1970      | Partido Colorado | Lista 15                            |
| Jorge Vila                                                                        | 1971      | Partido Colorado | Lista 15                            |
| Héctor Gutiérrez Ruiz                                                             | 1972–1973 | Partido Nacional | Por la Patria                       |
| Zivil-militärische Diktatur, kein Parlament vorhanden                             | 1973–1984 |                  |                                     |
| Antonio Marchesano                                                                | 1985      | Partido Colorado | Unidad y Reforma                    |
| Luis Ituño                                                                        | 1986      | Partido Nacional | Por la Patria                       |
| Víctor Cortazzo                                                                   | 1987      | Partido Colorado | Unidad y Reforma                    |
| Ernesto Amorín Larrañaga                                                          | 1988      | Partido Nacional | Movimiento Nacional de Rocha        |
| Luis Hierro López                                                                 | 1989      | Partido Colorado | Libertad y Cambio                   |
| Héctor Martín Sturla                                                              | 1990      | Partido Nacional | Herrerismo                          |
| Juan Adolfo Singer                                                                | 1991      | Partido Colorado | Lista 15                            |
| Alem García                                                                       | 1992      | Partido Nacional | Movimiento Nacional de Rocha        |
| Luis Alberto Heber                                                                | 1993      | Partido Nacional | Herrerismo                          |
| Mario Cantón                                                                      | 1994      | Partido Colorado | Unión Colorada y Batllista          |
| Guillermo Stirling                                                                | 1995      | Partido Colorado | Foro Batllista                      |
| Jorge Machiñena                                                                   | 1996      | Partido Nacional | Manos a la Obra                     |
| Carlos Baráibar                                                                   | 1997      | Frente Amplio    | Asamblea Uruguay                    |
| Jaime Trobo                                                                       | 1998      | Partido Nacional | Herrerismo                          |
| Ariel Lausarot                                                                    | 1999      | Partido Colorado | Foro Batllista                      |
| Washington Abdala                                                                 | 2000      | Partido Colorado | Foro Batllista                      |
| Gustavo Penadés                                                                   | 2001      | Partido Nacional | Herrerismo                          |
| Guillermo Álvarez                                                                 | 2002      | Frente Amplio    | Partido Socialista del Uruguay      |
| Jorge Chapper                                                                     | 2003      | Partido Nacional | Herrerismo                          |
| José Amorín Batlle                                                                | 2004      | Partido Colorado | Lista 15                            |
| Nora Castro                                                                       | 2005      | Frente Amplio    | Movimiento de Participación Popular |
| Julio Cardozo Ferreira                                                            | 2006      | Partido Nacional | Alianza Nacional                    |
| Enrique Pintado                                                                   | 2007      | Frente Amplio    | Asamblea Uruguay                    |
| Alberto Perdomo                                                                   | 2008      | Partido Nacional | Alianza Nacional                    |
| Roque Arregui                                                                     | 2009      | Frente Amplio    | Partido Socialista del Uruguay      |
| Ivonne Passada                                                                    | 2010      | Frente Amplio    | Movimiento de Participación Popular |
| Martín Lema                                                                       | 2020      | Partido Nacional |                                     |
| Alfredo Fratti                                                                    | 2021      | Frente Amplio    |                                     |
| Ope Pasquet Iribarne                                                              | 2022      | Partido Colorado |                                     |